# Ambassade de France en république démocratique du Congo
L'ambassade de France en République démocratique du Congo est la représentation diplomatique de la République française auprès de la République démocratique du Congo. Elle est située à Kinshasa, la capitale du pays, et son ambassadeur est, depuis 2024, Rémi Maréchaux.

## Ambassade
L'ambassade était précédemment située au 97 avenue du Tchad, à Kinshasa, dans un ancien hôtel en plein cœur du quartier résidentiel de la Gombe.
Après plusieurs mois de travaux, elle s'est installée avenue du colonel Mondjiba, dans le prolongement du boulevard du 30 juin. La Résidence de France se trouve dans le quartier de la Gombe, au 22 rue Kalemie, face à l'École française René Descartes.
Elle accueille aussi une section consulaire.

## Histoire
L'ambassadeur de France Philippe Bernard est tué le 28 janvier 1993 dans les locaux de l'ambassade, officiellement d'une balle perdue,.

## Ambassadeurs de France en république démocratique du Congo
| De                               | À    | Ambassadeur                        |
| -------------------------------- | ---- | ---------------------------------- |
| Congo-Léopoldville               |      |                                    |
| 1960                             | 1962 | Pierre-Albert Charpentier          |
| 1962                             | 1963 | Ghislain Clauzel                   |
| 1963                             | 1968 | Jacques Kosciusko-Morizet          |
| 1968                             | 1970 | Tanguy de Courson de La Villeneuve |
| 1970                             | 1971 | Claude Chayet                      |
| Zaïre                            |      |                                    |
| 1971                             | 1972 | Claude Chayet                      |
| 1972                             | 1979 | André Ross                         |
| 1979                             | 1982 | Albert Thabault                    |
| 1982                             | 1985 | Jean Kientz                        |
| 1985                             | 1989 | Claude Épervrier                   |
| 1989                             | 1992 | Henri Rethoré                      |
| 1992                             | 1993 | Philippe Bernard                   |
| 1993                             | 1996 | Jacques Depaigne                   |
| 1996                             | 1997 | Michel Rougagnou                   |
| République démocratique du Congo |      |                                    |
| 1997                             | 1999 | Michel Rougagnou                   |
| 1999                             | 2002 | Gildas Le Lidec                    |
| 2002                             | 2006 | Georges Serre                      |
| 2006                             | 2008 | Bernard Prévost                    |
| 2008                             | 2011 | Pierre Jacquemot                   |
| 2011                             | 2015 | Luc Hallade                        |
| 2015                             | 2018 | Alain Rémy                         |
| 2018                             | 2021 | François Pujolas                   |
| 2021                             | 2024 | Bruno Aubert                       |
| 2024                             | auj. | Rémi Maréchaux                     |

## Consulat
Outre la section consulaire de l'ambassade à Kinshasa, il existe deux consuls honoraires exerçant à Bukavu et Lubumbashi.

### Communauté française
Au 31 décembre 2016, 2 693 Français sont inscrits sur les registres consulaires en république démocratique du Congo.
| 2001 | 2002 | 2003  | 2004  |
| ---- | ---- | ----- | ----- |
| 934  | 882  | 1 035 | 1 170 |

| 2005  | 2006  | 2007  | 2008  |
| ----- | ----- | ----- | ----- |
| 1 346 | 1 673 | 1 721 | 2 090 |

| 2009  | 2010  | 2011  | 2012  |
| ----- | ----- | ----- | ----- |
| 2 145 | 2 524 | 2 448 | 2 578 |

| 2013  | 2014  | 2015  | 2016  |
| ----- | ----- | ----- | ----- |
| 2 630 | 2 586 | 2 622 | 2 693 |

| 2020  | 2021  | - | - |
| ----- | ----- | - | - |
| 2 432 | 2 294 | - | - |

### Circonscriptions électorales
Depuis la loi du 22 juillet 2013 réformant la représentation des Français établis hors de France avec la mise en place de conseils consulaires au sein des missions diplomatiques, les ressortissants français de la république démocratique du Congo élisent pour six ans trois conseillers consulaires. Ces derniers ont trois rôles :
1. ils sont des élus de proximité pour les Français de l'étranger ;
2. ils appartiennent à l'une des quinze circonscriptions qui élisent en leur sein les membres de l'Assemblée des Français de l'étranger ;
3. ils intègrent le collège électoral qui élit les sénateurs représentant les Français établis hors de France.

Pour l'élection à l'Assemblée des Français de l'étranger, la république démocratique du Congo appartenait jusqu'en 2014 à la circonscription électorale de Brazzaville, comprenant aussi l'Angola et la république du Congo, et désignant trois sièges. La république démocratique du Congo appartient désormais à la circonscription électorale « Afrique centrale, australe et orientale » dont le chef-lieu est Libreville et qui désigne cinq de ses 37 conseillers consulaires pour siéger parmi les 90 membres de l'Assemblée des Français de l'étranger.
Pour l'élection des députés des Français de l’étranger, la république démocratique du Congo dépend de la 10e circonscription.